# Hollow Bodies
| Оценки критиков      | Оценки критиков |
| Источник             | Оценка          |
| -------------------- | --------------- |
| Alter the Press      | [ 1 ]           |
| Alternative Press    | [ 2 ]           |
| HM                   | [ 3 ]           |
| PupFresh             | [ 4 ]           |
| Rock Sound           | [ 5 ]           |
| Under the Gun Review | [ 6 ]           |
| Music Connection     | [ 7 ]           |

Hollow Bodies — четвёртый студийный альбом металкор группы Blessthefall, издан 20 августа 2013 года на Fearless Records.

## Список композиций
| №   | Название                              | Длительность |
| --- | ------------------------------------- | ------------ |
| 1.  | «Exodus»                              | 5:28         |
| 2.  | «You Wear A Crown But You're No King» | 3:43         |
| 3.  | «Hollow Bodies»                       | 4:17         |
| 4.  | «Déjà Vu»                             | 4:18         |
| 5.  | «Buried In These Walls»               | 3:46         |
| 6.  | «See You On The Outside»              | 4:14         |
| 7.  | «Youngbloods»                         | 2:56         |
| 8.  | «Standing On The Ashes»               | 3:12         |
| 9.  | «Carry On»                            | 3:15         |
| 10. | «The Sound Of Starting Over»          | 4:08         |
| 11. | «Open Water»                          | 6:59         |

## Участники записи
Blessthefall
- Боу Бокан – чистый вокал
- Эрик Ламберт – соло-гитара, бэк-вокал
- Эллиотт Грюнберг – ритм-гитара
- Джаред Уарт – бас-гитара, экстрим-вокал
- Мэтт Трэйнор – ударные

Дополнительные музыканты
- Вик Фуэнтес – соавторство в "See You on the Outside"
- Джесси Барнетт – гостевой вокал в "Youngbloods"
- Джейк Лёрс – гостевой вокал в "Carry On"
- Лайтс – гостевой вокал в "Open Water"

Производство
- Джои Стёрджис – продюсирование, сведение, мастеринг, программирование
- Ник Скотт – инжиниринг
- Даниэлле Танстолл – обложка